# God redovisningssed
God redovisningssed är en norm som bokföringsskyldiga skall följa. En ofta använd definition är hämtad ur förarbetena till den svenska Bokföringslagen: "en faktiskt förekommande praxis hos en kvalitativt representativ krets bokföringsskyldiga."
Vad som är god redovisningssed kan variera mellan olika branscher och beroende på företagens storlek. Ledning kan hämtas ur lagar som Årsredovisningslagen och Bokföringslagen och anvisningar som getts ut av Redovisningsrådet, Rådet för finansiell rapportering, Bokföringsnämnden och Föreningen Auktoriserade Revisorer. Även beslut och anvisningar från Skatteverket bidrar till utvecklingen av god redovisningssed.